# Aeroportul Lüderitz
Aeroportul Lüderitz (IATA: LUD, ICAO: FYLZ) este un aeroport din Regiunea Karas, Namibia ce deservește zona Lüderitz. Aeroportul a fost tranzitat în 2021 de 1.404 pasageri. A fost numit după zona deservită.
Situat la o altitudine de 139 m, aeroportul dispune de o singură pistă. Este operat de Namibia Airports Company⁠(d).